# Bouharoun
Pour les articles homonymes, voir Haroun.
Bouharoun (ou Bou Haroun) est une commune de la wilaya de Tipaza en Algérie. Bouharoun est une petite ville côtière connue par son port et ses sardines[réf. nécessaire].

## Géographie

### Situation
Le territoire de la commune de Bouharoun est situé au nord-est de la wilaya de Tipaza, à environ 20 km à l'est de Tipaza.
|               | Mer Méditerranée |          |
| Aïn Tagourait | Bouharoun        | Khemisti |
|               | Attatba          |          |

### Relief et hydrographie
Bien que Bouharoun soit principalement connu pour son port, la majeure partie de son territoire est située dans la plaine haute du Sahel entre 100 et 280 mètres. Il existe 6 coulées vertes de bois entourant des cours d'eau qui dévalent les pentes vers la mer.

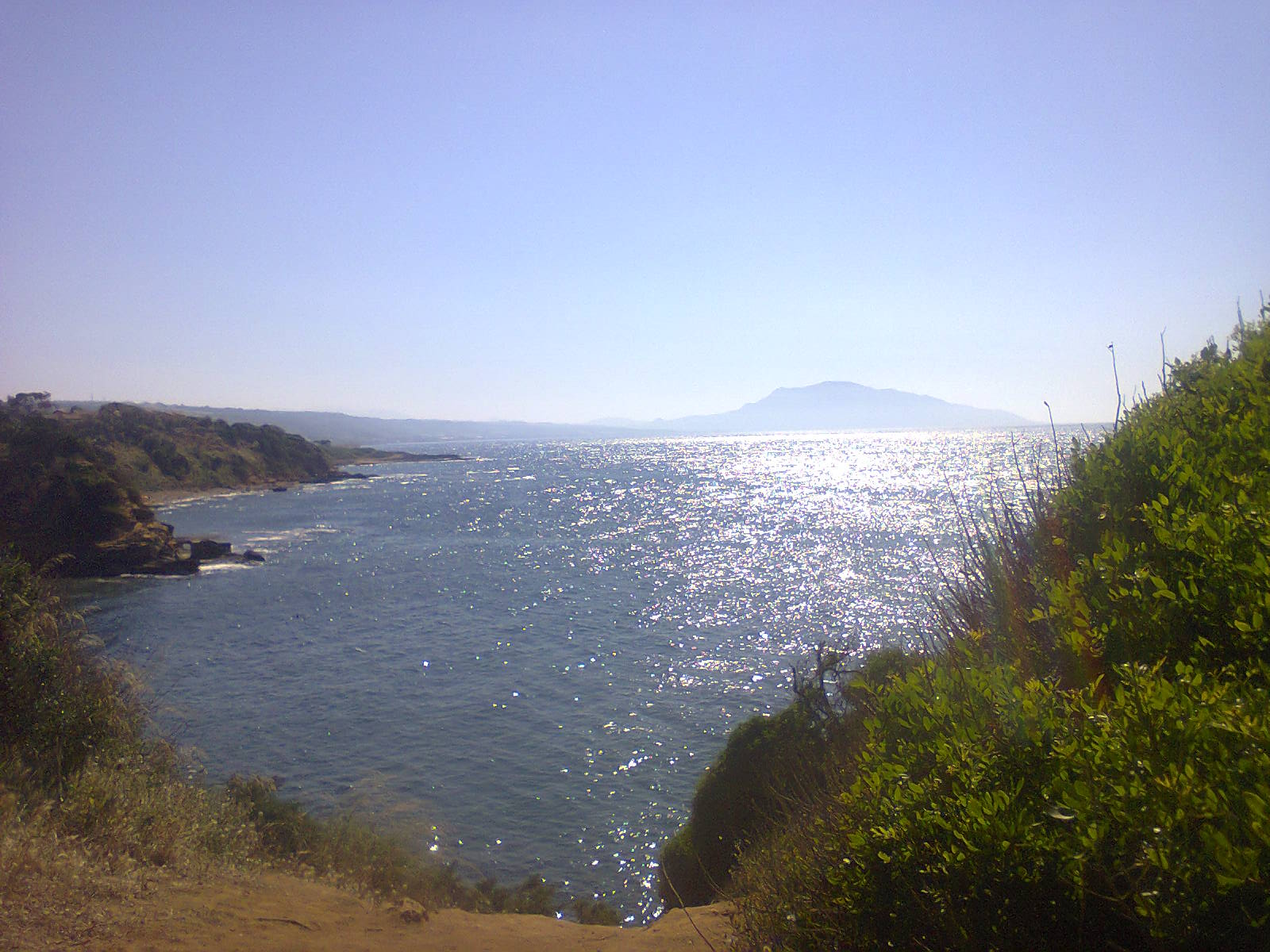
Vue sur la mer et sur le Mont Chenoua à l'horizon en pleine nature vierge à Bouharoun.

### Transport
Bou Haroun est traversé par la RN11 qui permet de relier Alger et Tipaza.

### Routes
La commune de Bou Haroun est desservie par plusieurs routes nationales:
- Route nationale 11: RN11 (Route d'Oran).

### Localités de la commune
En 1984, la commune de Bouharoun est constituée à partir des localités et domaines suivants : Bou Haroun, Zaouïa, Adda, Domaines autogérés (après restructuration) no 8 Chouhada, Kadem et Saâdia.
L'agglomération chef-lieu est la ville de Bou Haroun.
Hameaux : Saidia, Zaouia, Hangar Nord

## Histoire
L'Anse de Bou Haroun était connue depuis l'antiquité pour son corail et ses eaux poissonneuses. À l'arrivée des Français il existait sur les hauteurs un village nommé Haouch Zaoui ainsi qu'un mausolée dédié au saint homme Bou Haroun qui donnera son nom au lieu.
Le village de pêcheurs de Bou Haroun sera constitué à partir de 1883 par des pêcheurs espagnols de Minorque et des Italiens de Naples, Procida et Ischia. Les maisons en dur ne sont construites qu'à partir de 1905. Dépendant de Tefeschoun, Bou Haroun devient une commune de plein exercice au début du XXe siècle. À l'indépendance elle sera intégrée dans Bou Ismail avant d'être recréée en 1984.

## Démographie
| 1902  | 1958  | 1987  | 1998  | 2008  |
| ----- | ----- | ----- | ----- | ----- |
| 1 724 | 1 809 | 4 204 | 6 100 | 9 922 |

## Économie
La vie économique à Bou Haroun tourne quasi exclusivement autour de la pêche. Son port de pêche est le second du pays avec près de 10 000 tonnes de poisson par an. Deux jetées sont construites en 1954, puis un port sera construit en 1974.
Le tourisme reste encore à l'état primitif, mais la commune dispose de grandes potentialités dans ce domaine avec ses forêts, sa côte et sa nature.

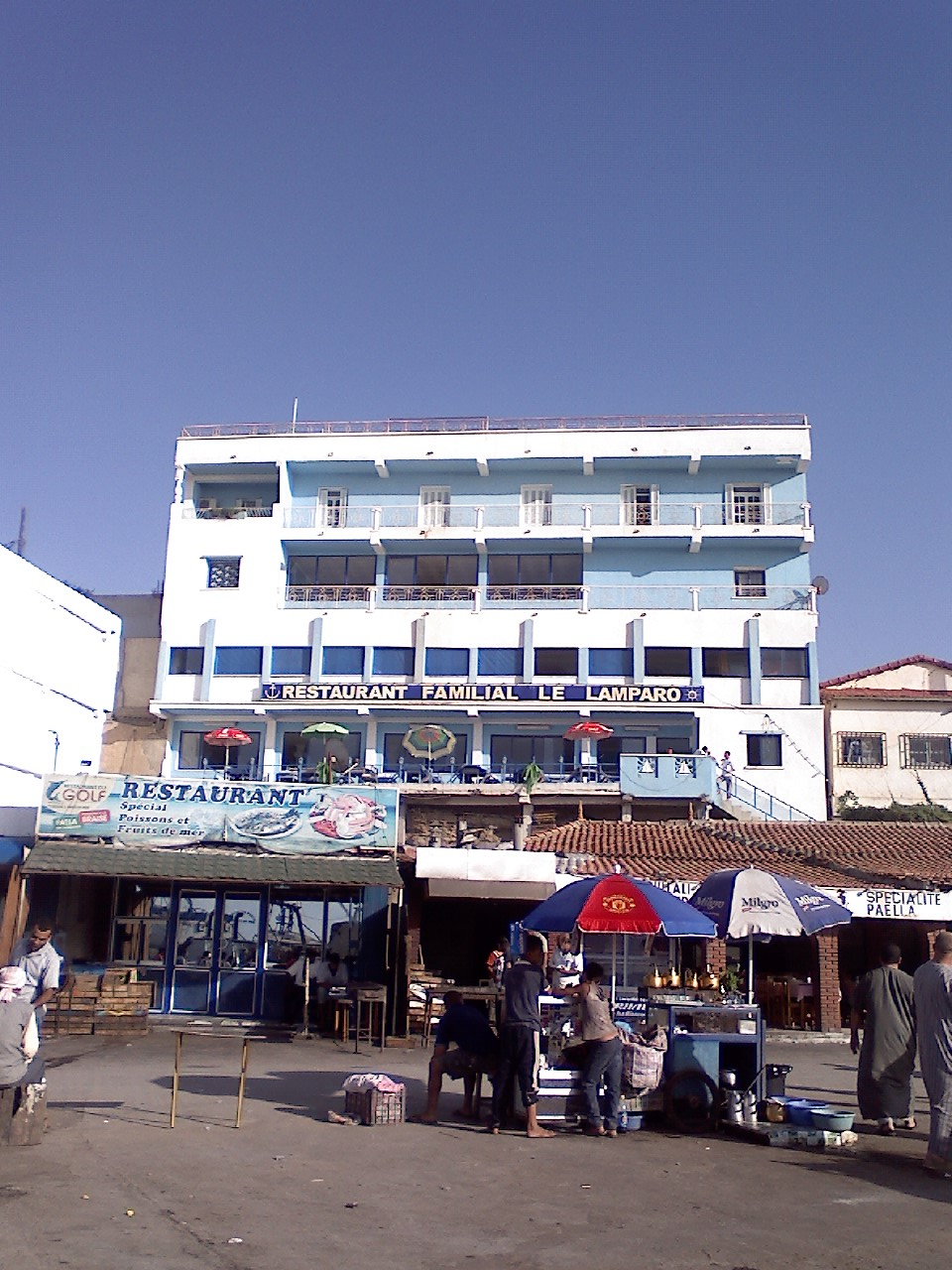

Il y a tout de même bon nombre de restaurants, dont le renommé "Le Lamparo" et sa succulente paella espagnole. Les Italiens et Espagnols qui ont créé cette petite bourgade étaient des pêcheurs de sardine. Ils utilisaient une barque munie des lamparos grosses lampes (au carbure, puis électrique avec l'arrivée des groupes électrogènes)... qui éclairaient l'eau durant la nuit permettant à la sardine de suivre cette lumière et de se regrouper en surface, c'est alors que les filets se resserrent sur elles!!